# Талышская мифология
Талышская мифология (тал. Толышә мифологијә) — совокупность мифологических воззрений талышей. Талышское мифологическое мировоззрение несёт в себе синтез природного культа, зороастрийской религии отражённой в Авесте и пришедших с Исламом элементов.

## Изучение
Одним из ранних отражений талышского фольклора являются работы учителя Теймурбеком Байрамалибекова в «Сборнике материалов для описания местностей и племен Кавказа» в 1894—1899 годах. В трёх статьях Байрамалибеков отразил талышские сказки, легенды и поверья. В 1894 году генерал-майор талышского происхождения Мир Асад-бек проживая в Тбилиси, помог лингвисту и этнографу Лопатинскому Л. Г. в проверке собранных им на талышском языке «Талышинских текстов». Два текста на талышском языке, это талышские сказки — «Волшебное яблоко» и «Трус», — с переводом на русский язык были опубликованы в «Сборнике материалов для описания местностей и племён Кавказа».
В 1920—1930-х годах был дан новый импульс к изучению талышского фольклора, в рамках политики коренизации этнографами изучался талышский фольклор, лингвистами талышский язык, существовал талышский колледж, и газеты на талышском языке.
В 1930-м году известным иранистом Борисом Всеволодовичем Миллером в своей работе «Талышские тексты» были отражены талышские анекдоты, небольшие рассказы, песни, сказки, пословицы и небольшой талышско-русско-французский словарь.
В период Большого террора 1936—1938 года талышская интеллигенция (Ахмедхзаде З., Мирсалаев Б., Насирли. М, Ахундов Ш.) была репрессирована, талышские школы, газеты закрыты, само название народа исчезло. Талышам в этот период и вплоть до 1989 года было велено называться азербайджанцами, соответственно это коснулось и фольклора, который презентовался, как азербайджанский.
После развала СССР талышская культурная деятельность активизировалась, образцы талышских сказок, мифологических образов, легенд печатались в книгах и открывшихся талышских газетах, например в газете «Толыши садо».
Основанная в 2010 году Талышская национальная академия занимается планомерным изучением талышского фольклора, мифологии и отражает изученные области в выпусках вестника академии.
Вышедший в 2020 году на талышском языке один из наиболее полных сборников талышских сказок «Tolışə xəlqi folklor. Nəğılon iyən əfsonon» («Талышский народный фольклор. Сказки и легенды») отразил в собранных сказках элементы талышской мифологии.

## Космогонические представления талышей
Мифологическое мышление талышей исходит из того, что нарушение естественного хода вещей есть следствие вмешательства внешних сил. Предки талышей, как и остальные народы на ранней стадии формирования этнического сознания, в таких природных явлениях, как, например, затмение Солнца или Луны, видели приближающееся разрушение мира. Во время затмения Луны они стучали в медную посуду и стреляли из ружей, желая освободить её путём запугивания и шума из рук тех чертей, которыми светило будто бы задержано. Эти дьяволы, как считалось, ловят Луну и погружают её в большое, глубокое озеро, находящееся на «третьем небе». Только сильный шум или выстрелы людей могли заставить их отпустить Луну на волю.
Как пережиток астральных культов характеризуются представления о солнце в женской ипостаси и луне — в мужской. Считается, что светила эти были сотворены Аллахом прекрасными, подобно ангелам.
Древние талыши верили, что демоны очень боятся звука металлических предметов, а потому каждый человек, когда ему приходится идти в лес или отправляться куда-нибудь ночью, непременно должен брать с собой в дорогу нож или какую-нибудь медную вещь, чтобы избавиться от демонов, которые могут преследовать человека с целью извести его.
В талышских мифах молния, гроза связываются с живущей на небе и враждующей с людьми старухой; разгневанная, она садится на лошадь и скачет по небу. Всякий раз, когда нога лошади ударяется о небесную твердь, то высекает искру, которую мы называем молнией, а гром — звук топота копыт.
Ранее согласно преданию талыши верили, что земля стоит на рогах быка, а бык стоит на рыбе. Когда рыба поворачивает голову то происходит землетрясение, ну а если вдруг рыба пошевелится, то земля окончательно разрушится.

## Культ рощ и деревьев
Священными деревьями у талышей считались бук, дуб, а также платан (азатовое дерево). Ранние исследователи отмечали и конкретные экземпляры, являвшиеся объектами особого почитания — священный дуб в Машхане и на вершине Вахмаку близ селений Рази и Пиады, бук на высоте Уля Шавеш, священная роща азатовых деревьев (платанов) близ села Веравул. Места со священными деревьями, как и всякую святыню, талыши называют оджах.

Талыши считали эти деревья священными, способными излечивать различные заболевания или уберегать от несчастий. У подножия таких деревьев талыши зажигали свечи, оставляли деньги, веря, что сбудутся их самые сокровенные желания. Сами деревья украшались различными тканями. Рубить ветви таких деревьев было нельзя. Нарушитель этого табу мог поплатиться за это жизнью.

Алажен — демоница талышской мифологии

Священные деревья часто обвешивают платками, лоскутами. Касается это, однако, не всегда самого феномена дендролатрии. Порой дерево выступает неким посредником между сакральным миром и человеком — в нём, скорее, заявлена сакральность места, где оно произрастает.
Со временем в «оджахах» талыши стали хоронить людей, и слов это стало синонимом слова «кладбище». Приходя в это место, талыши не только вспоминают умерших близких, но и поклоняются деревьям и камням, несущим печать святости.

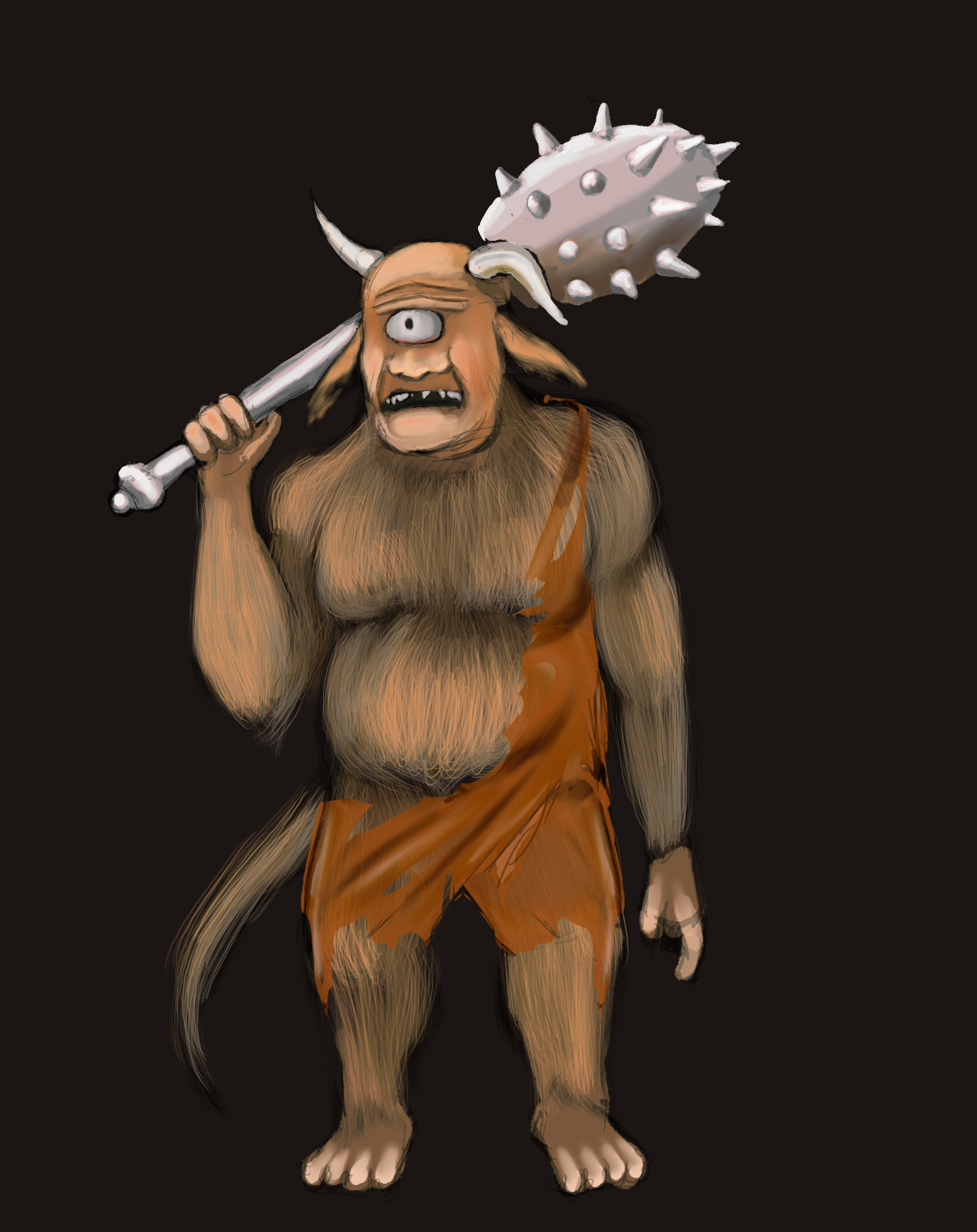
Див — антагонист талышских сказок

## Персонажи талышской мифологии
- Аждахо (Әждәһо)[7] — дракон, змей, отрицательный герой, позднее образ великана;
- Алажен (Алажен)[8] — демоница, дикая женщина, пытающееся навредить роженицам;
- Аламерд (Аламерд) — лесное существо мужского пола, наподобие снежного человека, дикий и опасен для человека;
- Виаванголи/Биабан-гули или Голь (Виәвәнғоли, Ғол)[9] — схож с Аламердом, наподобие йети;
- Джинн (Ҹын) — демоны, причиняющие вред человеку;
- Див (Див)[7] — страшное, демоническое существо, с одной стороны, и достаточно глупое, неуклюжее — с другой;
- Дудук (Дудук)[10] — божество, покровитель дождя, приносит благодать;
- Леду (Леду)[1] — по легенде брат или братья спасающие сестру; несут в себе символ спасителя от недругов, образ мессии для талышей;
- Сийах Галеш (Сијаһ Галеш, Сијо Голыш)[9][11] — главный хозяин и страж скота;
- Сийо Чыхо (Сијо Чыхо)[9] — образ пастуха в чёрном одеянии, способен приносить удачу и исполнять желания
- Пари (Пәри)[1] — образ феи, обладающей магическими способностями;
- Хохан (Хохән, Хохо) — болотное чудовище;
- Хыдыр Наби (Хыдыр Нәби, Хызыр)[12] или Кырди зоа (Кырди зоә) — олицетворение водного пространства и зелени, покровитель скота;
- Чошамба Хатун (Чошәмбә Хатун)[13] — существо живущее в море;
- Шаша (Шәшә)[11] — демоница, размером с кошку, пытается навредить ребёнку.